# Monasterolo di Savigliano
Monasterolo di Savigliano ist eine italienische Gemeinde in der Provinz Cuneo (CN), Region Piemont.

## Lage und Einwohner
Monasterolo di Savigliano liegt knapp 40 km nördlich von der Provinzhauptstadt Cuneo entfernt. Das Gemeindegebiet umfasst eine Fläche von 15 km² und hat 1323 Einwohner (Stand 31. Dezember 2023). Die Nachbargemeinden sind Cavallermaggiore, Ruffia, Savigliano und Scarnafigi.

## Geschichte

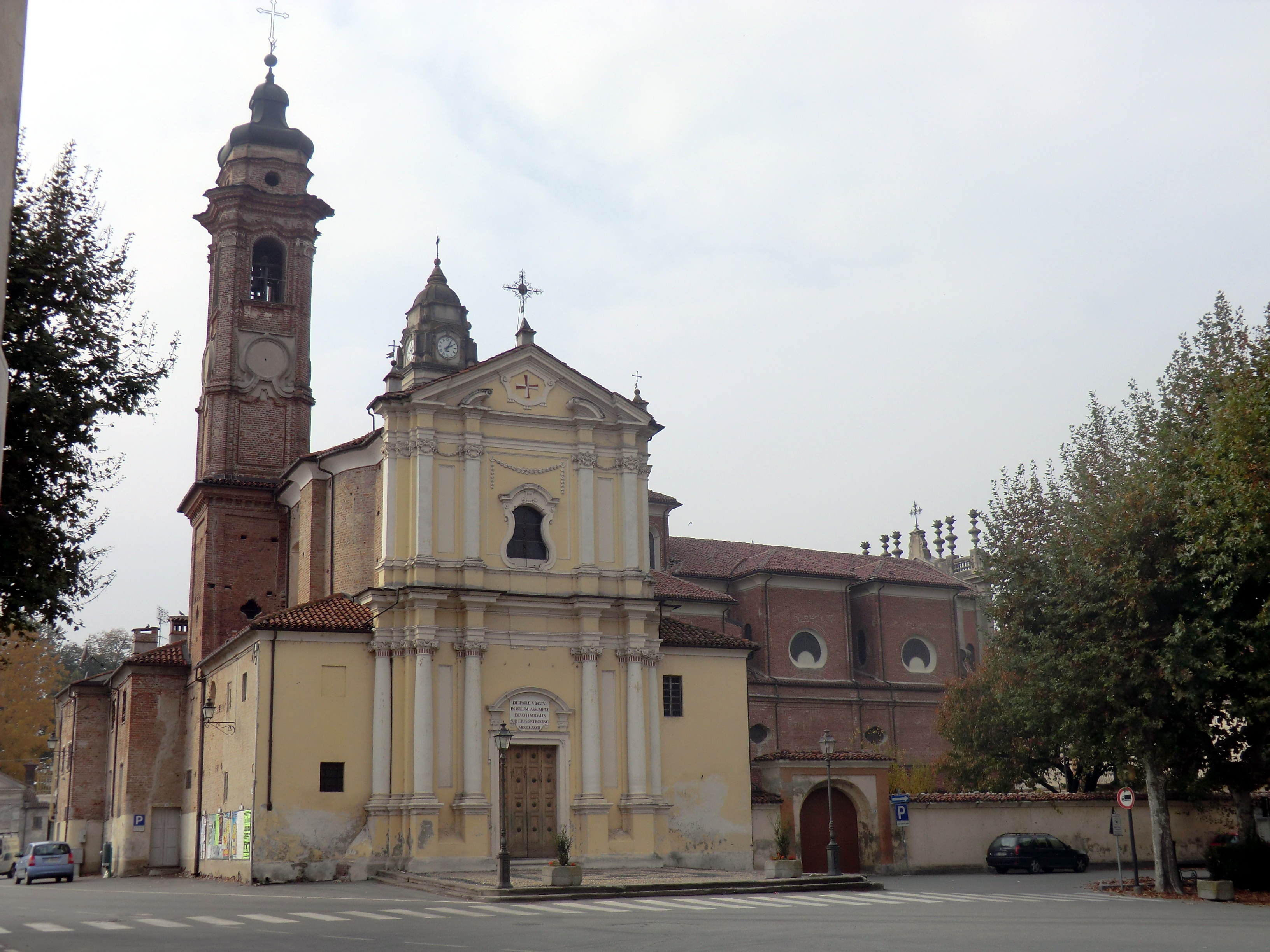
Kirche

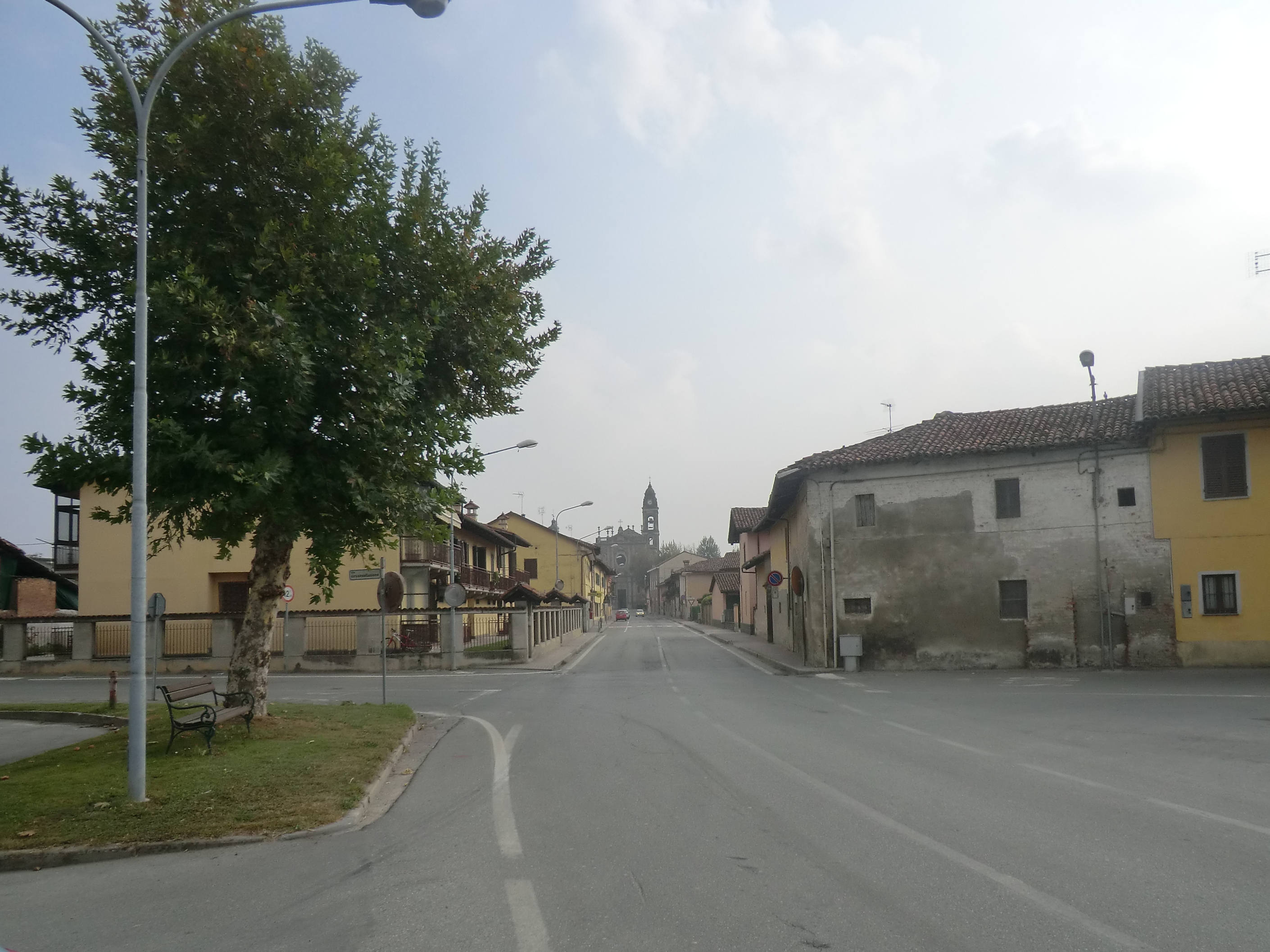
Via Mazzini in Monasterolo di Savigliano

Der Ortsname erscheint in einer mittelalterlichen Bescheinigung als „Monesteriolus“ aus dem Jahr 1234 und wechselt sich mit „Monasterolius“ aus dem Jahr 1250 ab. Dann folgen einige Varianten, darunter „Monestarolius“, „Monestayrolius“, „Monesteyrolius“. Die Etymologie ist offensichtlich die Verkleinerungsform, die für „monasterium“ erstellt wurde und sich auf die Benediktinerzelle bezieht, die in der Gegend in der Antike existierte. Die ersten historischen Informationen stammen aus einem Dokument aus dem Jahr 907, das gegen Ende des 18. Jahrhunderts von Girolamo Tiraboschi in der „Geschichte der erhabenen Abtei San Silvestro di Nonantola“ veröffentlicht wurde und in dem die Vermutung aufgestellt wird, dass viele Besitztümer der besagten Abtei von San Silvestro di Nonantola vorhanden seien Abtei, einschließlich des Klosters Monasterolo, gehörten seit der zweiten Hälfte des 19. Jahrhunderts, also zur Zeit der karolingischen Herrschaft, zum „ursprünglichen Erbe von Nonantola“.
Das Dorf entstand rund um dieses Kloster, dessen Ereignisse mit denen der Gemeinde Savigliano verbunden sind, deren Schicksal es vollständig verfolgte. Ab 1378 war es lange Zeit ein Lehen der Familie Solaro. Aus historisch-architektonischer Sicht sind folgende erwähnenswert: die Burg, die noch immer ihr mittelalterliches Erscheinungsbild bewahrt hat; die Pfarrkirche St. Peter und Paul und die Villa Fontana mit neoklassizistischer Architektur und einem großen Garten. Bemerkenswert sind auch die zahlreichen über das gesamte Gemeindegebiet verstreuten Kirchen, darunter die der Himmelfahrt gewidmeten Kirchen, die Madonna dei Belli, die Ex-Cottolengo, die Madonna delle Grazie und die Sant’Anna.
Im 19. Jahrhundert und in der ersten Hälfte des 20. Jahrhunderts wurden trotz der großen Schwierigkeiten, die durch die Unabhängigkeitskriege und die beiden Weltkriege verursacht wurden, einige öffentliche Arbeiten von erheblichem Interesse geschaffen und wichtige Dienstleistungen ins Leben gerufen, die zur schrittweisen zur Verbesserung des Lebensstandards für die Bevölkerung beitrugen.